# Rubén Cecco
Rubén Óscar Cecco (nacido el 10 de enero de 1983 en Buenos Aires) es un exfutbolista profesional argentino que jugaba como delantero. 

## Trayectoria
Rubén Oscar Cecco era una de las promesas de las inferiores de Boca Juniors (), hasta que a los 18 años emigró a Ecuador para jugar en el Club Deportivo Saquisilí. Sería el primer paso de una carrera que, hasta el momento, abarca a más de 20 clubes en 11 países diferentes. 
La siguiente escala fue en Bolivia, jugando para Club San José, Club Independiente Petrolero y la Academia Deportiva Fancesa. Panamá fue su siguiente destino: CD Plaza Amador. Hasta que cambió de continente y emigró a Indonesia, donde defendió las camisetas de Persekabpas Pasuruan, Persma Manado y Persija Jakarta. Brunéi lo tuvo en su único club profesional, DPMM FC. Luego volvió a América del Sur para incorporarse a CA Bella Vista, de Uruguay. Saltó a Europa, para jugar en Dinamo Tirana, de Albania. En Paraguay actuó en Sportivo Luqueño. De allí pasó a Al-Ittihad, de Siria. Regresó a Uruguay para sumarse a Miramar Misiones. Retornó al país para otro breve paso por Textil Mandiyú. Y en las últimas temporadas militó en el ascenso de Italia: Ragusa Calcio y Unione Sportiva Palmese 1912.

## Clubes
| Club                    | País      | Año         |
| ----------------------- | --------- | ----------- |
| Boca Juniors            | Argentina | 1999 - 2001 |
| CD Saquisilí            | Ecuador   | 2002        |
| Club San José           | Bolivia   | 2002        |
| Independiente Petrolero | Bolivia   | 2003        |
| AD Francesa             | Bolivia   | 2004        |
| CD Plaza Amador         | Panamá    | 2005        |
| Persekabpas Pasuruan    | Indonesia | 2005        |
| Persma Manado           | Indonesia | 2006        |
| Persiraja Banda Aceh    | Indonesia | 2007        |
| Persija Jakarta         | Indonesia | 2007 - 2008 |
| DPMM FC                 | Brunéi    | 2008        |
| CA Bella Vista          | Uruguay   | 2008        |
| Dinamo Tirana           | Albania   | 2009        |
| CA San Telmo            | Argentina | 2009        |
| Sportivo Luqueño        | Paraguay  | 2010        |
| Al-Ittihad              | Siria     | 2010 - 2012 |
| Miramar Misiones        | Uruguay   | 2012        |
| Textil Mandiyú          | Argentina | 2012        |
| Ragusa Calcio           | Italia    | 2013 - 2014 |
| US Palmese              | Italia    | 2014        |
| KF Teuta Durrës         | Albania   | 2015        |